# Geonoma umbraculiformis
Geonoma umbraculiformis är en enhjärtbladig växtart som beskrevs av Jan Gerard Wessels Boer. Geonoma umbraculiformis ingår i släktet Geonoma och familjen Arecaceae. Inga underarter finns listade i Catalogue of Life.